# 아이라 데이븐포트
아이라 데이븐포트(Ira Davenport, 본명: 아이라 넬슨 데이븐포트, Ira Nelson Davenport, 1887년 10월 13일 – 1941년 7월 17일)는 미국의 트랙 필드 선수, 미식축구 및 야구 선수, 코치였다. 1912년 스웨덴 스톡홀름 하계 올림픽에 800m에 출전하여 동메달을 획득했다. 400m 종목에서는 준결승에서 탈락했다. 올림픽 전 한동안 데이븐포트는 미네소타 주 미니애폴리스에 살았으며 그곳에서 미니애폴리스 중앙 고등학교를 다녔고 시카고 대학에 진학했다. 그는 또한 스톡홀름에서 열린 시범 야구 토너먼트에서 미국 대표로 경쟁했다. 데이븐포트는 시카고 대학교에서 육상 경기를 하고 미식축구를 했다. 그는 1920년부터 1921년까지 현재 로라스 칼리지로 알려진 아이오와주 더뷰크에 있는 컬럼비아 칼리지에서 수석 축구 코치로 재직했다.